# 阿普費爾冰川
66°25′S 100°35′E / 66.417°S 100.583°E
阿普費爾冰川是南極洲的冰川，位於毛德皇后地，長40公里、寬10公里，流經邦傑山脈南坡，該冰川以雪城大學的地質學教授命名。